# روتلبروده
روتلبروده (به آلمانی: Rottleberode) یک منطقهٔ مسکونی در آلمان است که در Südharz واقع شده‌است. روتلبروده ۱٬۵۷۴ نفر جمعیت دارد.